# Boogschieten op de Paralympische Zomerspelen 1968

De IIIe Paralympische Spelen werden in 1968 gehouden in Tel Aviv, Israël. De bedoeling was dat de spelen, net zoals de Olympische Spelen dat jaar in Mexico-Stad (Mexico) gehouden zouden worden. Maar de Mexicaanse regering zag ervan af vanwege de moeilijkheden die het met zich meebracht.
Het boogschieten stond dat jaar ook voor de derde keer op het programma, en was een van de 10 sporten die op het programma stonden.

## Mannen

### Teams
| Rank | Land                | Punten | Schutters                      |
| ---- | ------------------- | ------ | ------------------------------ |
| 1    | Verenigde Staten    | 2238   | Klemens Kelderhouse Geissinger |
| 2    | Verenigd Koninkrijk | 2227   | J. Robertson Slough Potter     |
| 3    | Frankrijk           | 2159   | Trouverie Ventadour David      |

| Rank | Land             | Punten | Schutters                                  |
| ---- | ---------------- | ------ | ------------------------------------------ |
| 1    | Verenigde Staten | 1732   | Reno Levis O'Donnell Classon               |
| 2    | West-Duitsland   | 1684   | Heinz Simon Luft P. Prothmann              |
| 3    | Zwitserland      | 1414   | Andre Sironi Rudolf Pluer Gilbert Gauthier |

| \| Rank \| Land \| Punten \| Schutters \| \| ---- \| ------------------- \| ------ \| ------------------------------ \| \| 1 \| West-Duitsland \| 5721 \| Elbracht Schaede Gobel \| \| 2 \| Verenigd Koninkrijk \| 5685 \| J. Robertson Slough Potter \| \| 3 \| Verenigde Staten \| 5550 \| Geissinger Klemens Kelderhouse \| |                     |        |                                |
| Rank | Land                | Punten | Schutters                      |
| 1 | West-Duitsland      | 5721   | Elbracht Schaede Gobel         |
| 2 | Verenigd Koninkrijk | 5685   | J. Robertson Slough Potter     |
| 3 | Verenigde Staten    | 5550   | Geissinger Klemens Kelderhouse |

### Individueel
| Klasse                              | Punten | land | Goud          | land | Zilver        | land | Brons          |
| ----------------------------------- | ------ | ---- | ------------- | ---- | ------------- | ---- | -------------- |
| Albion Ronde open                   | 800    | AUS  | South         | NED  | Popke Popkema | USA  | Klemens        |
| Columbia Ronde open                 | 618    | AUS  | Conn          | USA  | Reno Levis    | ITA  | Giuliano Koten |
| FITA Ronde open                     | 2107   | NED  | Popke Popkema | AUS  | South         | FRG  | Elbracht       |
| St. Nicholas Ronde dwarslaesie      | 730    | USA  | Arballo       | FRA  | Nadal         | FRG  | Guesnon        |
| St. Nicholas Ronde hoge dwarsleasie | 527    | GBR  | Nicholson     | AUS  | Allan McLucas | GBR  | S. Bradshaw    |

## Vrouwen

### Individueel
| Klasse                              | Punten | land | Goud              | land | Zilver             | land | Brons          |
| ----------------------------------- | ------ | ---- | ----------------- | ---- | ------------------ | ---- | -------------- |
| Albion Ronde open                   | 740    | RSA  | Margaret Harriman | USA  | Webb               | SUI  | Arlette Keller |
| Columbia Ronde open                 | 590    | FRA  | Marraschin        | USA  | Marraschin         | USA  | Cornett        |
| FITA Ronde open                     | 2239   | RSA  | Margaret Harriman | SWE  | Rodaster           | USA  | Webb           |
| St. Nicholas Ronde dwarslaesie      | 710    | FRA  | Girard            | SWE  | Johansson          | USA  | Moore          |
| St. Nicholas Ronde hoge dwarsleasie | 241    | GBR  | Ruth Brooks       | IRL  | Rosaleen Gallagher |      |                |

Atletiek · Basketbal · Boogschieten · Dartchery · Gewichtheffen · Koersbal · Schermen · Snooker · Tafeltennis · Zwemmen
Rome 1960 ·
Tokio 1964 ·
Tel Aviv 1968 ·
Heidelberg 1972 ·
Toronto 1976 ·
Arnhem 1980 ·
New York & Stoke Mandeville 1984 ·
Seoel 1988 ·
Barcelona 1992 ·
Atlanta 1996 ·
Sydney 2000 ·
Athene 2004 ·
Peking 2008 ·
Londen 2012 ·
Rio de Janeiro 2016 ·
Tokio 2020 ·
Parijs 2024 ·
Los Angeles 2028